# Җ
Cette page contient des caractères spéciaux ou non latins. S’ils s’affichent mal (▯, ?, etc.), consultez la page d’aide Unicode.
Le jé cramponné (capitale : Җ, minuscule : җ) est une lettre de l’alphabet cyrillique utilisée seulement par plusieurs langues non slaves : l’altaï touba, le doungane, le kalmouk, le selkoupe, le tatar et le turkmène. Elle a aussi été utilisée pour le komi.
Ce graphème est une forme de ‹ Ж › diacritée d’un crampon.

## Utilisation
- en doungane, elle note [tʂ] et [tɕ]. Romanisation : ‹ zh › ;
- en kalmouk, elle note [dʒ]. Romanisation : ‹ dzh ›, ‹ j › ;
- d’environ 1919 à 1940, en komi ;
- en tatar, elle note [dʑ] et [ʑ]. Romanisation : ‹ c › ;
- en turkmène, elle note [dʒ]. Romanisation : ‹ j ›.

## Représentations informatiques
Le jé cramponné peut être représenté avec les caractères Unicode suivants :
| formes    | représentations | chaînes de caractères | points de code | descriptions                             |
| --------- | --------------- | --------------------- | -------------- | ---------------------------------------- |
| capitale  | Җ               | Җ                     | U+0496         | lettre majuscule cyrillique jé cramponné |
| minuscule | җ               | җ                     | U+0497         | lettre minuscule cyrillique jé cramponné |